# عزالسلطنه
خدیجه خانم عزالسلطنه شاهزاده قاجار، دختر ناصرالدین‌شاه قاجار و خواهر تنی عزیزالسلطنه بود. مادرش محبوب‌السلطنه از زنان متعه ناصرالدین شاه قاجار بود. در زمانی که ناصرالدین شاه به قتل رسید عزالسلطنه خردسال بود. او بعدها با غلامحسین امیراصلانی (احتشام‌الملک) ازدواج کرد و صاحب دو پسر، حسنعلی و هوشنگ امیراصلانی، و چهار دختر شد. دوتن از دختران او با دو تن از پسران کامران میرزا نایب‌السلطنه ازدواج کردند. عزالسلطنه در نهم اردیبهشت ۱۳۶۳ خورشیدی در نود و سه سالگی درگذشت و در بهشت زهرا تهران مدفون گشت. خاطرات او از دربار ناصری در رمان «در اندرون» که توسط نوه دختری عزالسلطنه، افسانه اتحادیه، نوشته شده‌است، بازتاب یافته‌است.